# Taphromysis villalobosi
Taphromysis villalobosi är en kräftdjursart som beskrevs av Escobar-Briones och Soto 1988. Taphromysis villalobosi ingår i släktet Taphromysis och familjen Mysidae. Inga underarter finns listade i Catalogue of Life.